# Bob Spottiswood
Bob Spottiswood (Carlisle, 20 gennaio 1884 – Bromley, 1966) è stato un calciatore e allenatore di calcio inglese, di ruolo difensore.
Fu, nelle stagioni 1922-1923 e 1923-1924, il primo allenatore professionista della storia dell'Inter.
Il primo campionato del mister inglese fu di basso profilo. Nonostante l'apporto di giovani promesse come Silvio Pietroboni e talenti già affermati come Leopoldo Conti, l'Inter arrivò al settimo posto nel girone A della Lega Nord.
Nella stagione successiva, cambiò il presidente che divenne Enrico Olivetti ma si scelse ancora la politica dei giovani. Pietroboni e Rivolta giocarono la stagione da titolari. Nell'anno della nona vittoria genoana, l'Inter finì terza nel suo girone. Miglior realizzatore della stagione fu Leopoldo Conti.